# دهستان گشمیران
دهستان گشمیران، یکی از دهستان‌های بخش مرکزی شهرستان منوجان در استان کرمان ایران است. مرکز این دهستان، روستای گشمیران است.
نام قدیمی این دهستان، پشتکوه بوده و در پایان به گشمیران تغییرنام داده شد.

## جمعیت
بر پایه سرشماری عمومی نفوس و مسکن در سال ۱۳۹۵، جمعیت دهستان گشمیران برابر با ۱٬۵۸۴ نفر بوده‌است.